# صنعت تنباکو

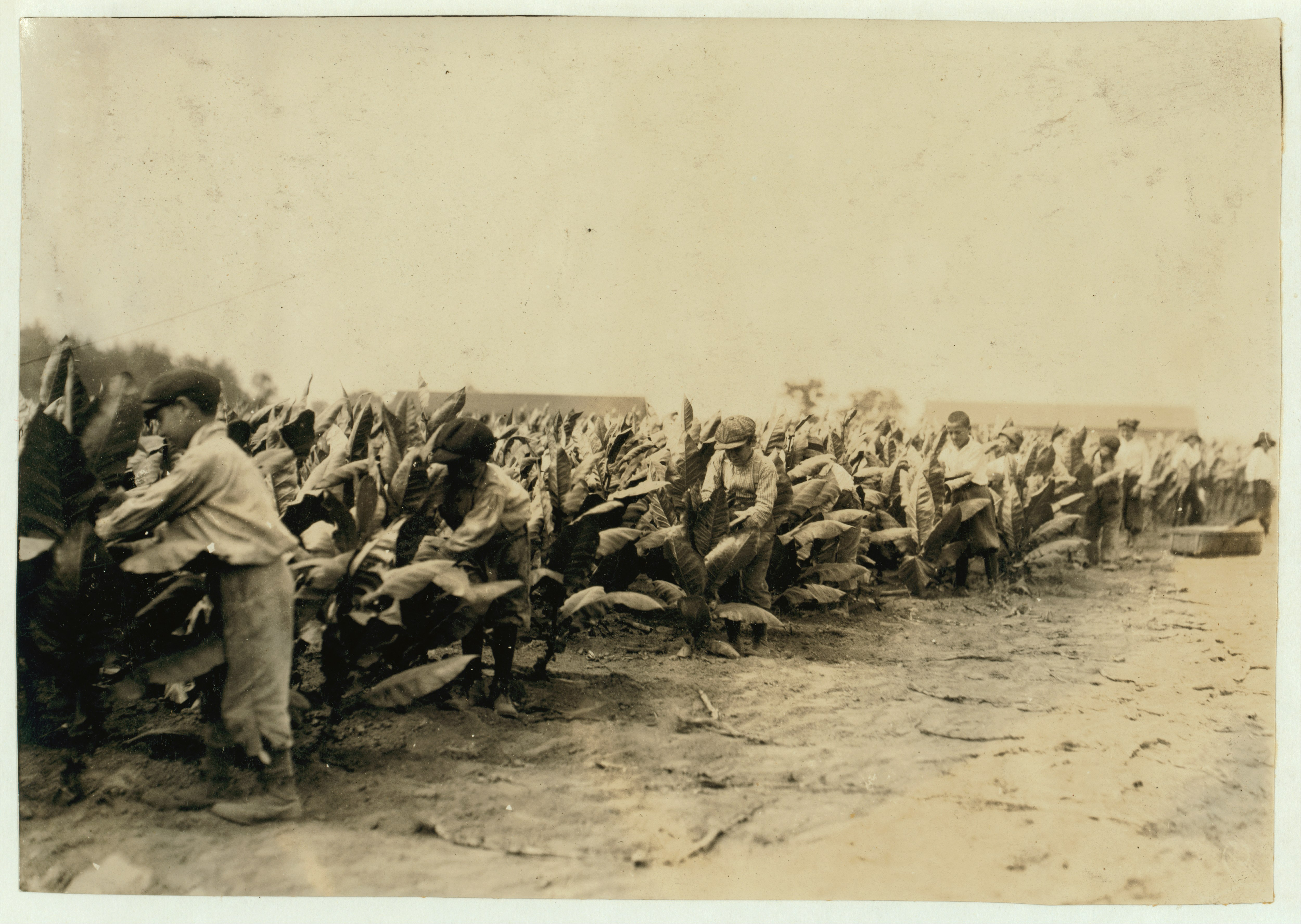
کودکان کار در مزارع تنباکو، کنتیکت، سال ۱۹۱۷

صنعت تنباکو (انگلیسی: Tobacco industry) یا صنعت دخانیات، از صنایع زیرمجموعه کشاورزی است و شامل افراد و شرکت‌هایی می‌باشد، که در زمینه تولید، آماده‌سازی، انتقال، تبلیغات و توزیع تنباکو، دخانیات و محصولات مرتبط با آن، فعالیت می‌کنند. صنعت تنباکو در سطح جهانی، یکی از صنایع بزرگ به‌شمار می‌آید. 
محصول اصلی این صنعت، گیاهی به‌نام تنباکو است، که در هر محیط گرم و مرطوب، قابلیت رشد دارد و در همه نقاط زمین به‌جز قطب جنوب، کشت می‌شود.